# Aldo Montano
Aldo Montano (* 18. listopadu 1978 Livorno, Itálie) je italský sportovní šermíř, který se specializuje na šerm šavlí. Otec Mario Aldo Montano, starý otec Aldo Montano a strýcové Carlo Montano, Mario Tullio Montano reprezentovali Itálii v šermu šavlí.
Itálii reprezentuje od prvních let jednadvacátého století. Na olympijských hrách startoval v roce 2004, 2008, 2012 a 2016 v soutěži jednotlivců a družstev. V soutěži jednotlivců získal na olympijských hrách 2004 zlatou olympijskou medaili. V roce 2011 získal titul mistra světa a v roce 2005 titul mistra Evropy v soutěži jednotlivců. S italským družstvem šavlistů vybojoval jednu stříbrnou (2004) a dvě bronzové (2008, 2012) olympijské medaile. V roce 2015 vybojoval s družstvem titul mistra světa a v roce 2009, 2010, 2011 a 2013 titul mistra Evropy.